# 網野菊
網野 菊（あみの きく、1900年1月16日 - 1978年5月15日）は大正末期から昭和にかけて活躍した小説家。志賀直哉に見出され、『光子』で文壇に登場。自らの生い立ちや度重なる不幸を材とした私小説に徹し、その重厚な文体が、戦後高く評価されて多数の賞を受けた。日本芸術院会員。別名・相原菊子。

## 経歴
東京市麻布区谷町（現・六本木1、2丁目）で馬具製造業の父・亀吉（1875-）とふじのの長女として生まれた。亀吉は信州の農家の出だが、赤坂田町の馬具辰こと金子辰五郎に奉公して馬具職人となり、戦争需要で成功し、馬具革具軍需品一式製造販売のほか東京電線株式会社の監査役も務めた。菊が生まれた頃は貧民街にあった元人力車夫の祖父の家で暮らしていたが、家計が豊かになるにつれ、赤坂表町、麹町区三番町（現・九段南、九段北）へと転居し、菊は小学生の途中から番町小学校で学んだ。取引先の若い店員との不倫により母親が姦通罪で実刑となり両親が離婚したため実母とは7歳で生き別れ、3人の継母を迎え、腹違いの異母弟妹に囲まれるという複雑な家庭で育つ。13歳ごろ腹膜炎・肋膜炎を患い、叔母の家で病臥する。
千代田高女を経て、1916年に日本女子大学英文科に入学し、同年実母への複雑な心境を描いた「二月」を執筆し、1920年に同作を含む『秋』を国文堂書店より自費出版して作家デビュー。同級生に宮本百合子、児童文学作家の丹野てい子（野町禎子）がおり、丹野とは生涯親交した。大学を卒業したのち、母校で教師を務める。1922年から二年あまり早稲田大学露文科の聴講生となる。
友人の湯浅芳子と旅行中に関東大震災が起こり、東京に戻れなくなったため湯浅の故郷京都に滞在し、当時粟田口に住んでいた志賀直哉を一期の思いで訪ねたところ、持参した『光子』を志賀に認められて弟子となり、志賀の斡旋で1925年に『文藝春秋』に『家』を、翌26年『中央公論』2月に『光子』を発表。1926年から二年間志賀の転居先である奈良に住んだ。志賀を通じて武者小路実篤や滝井孝作はじめ多くの文人と交流した。新たな母の輿入れが引き金となり、1929年に発作的に服毒自殺を図り、翌年には密かに心を寄せていた画家の中村研一の結婚に打撃を受ける。
作品を読んで感激したという京都帝国大学哲学科卒の教師相原信作から手紙で求婚されてすぐ承諾し、お互い顔を知らないまま1930年に結婚。満洲奉天の満州医科大学予科教室にドイツ語教師として勤務していた相原とともに奉天で暮らす。しばらく文筆から遠ざかるが、帰国後の1938年に離婚し、1940年に『汽車の中で』で復帰。失敗した結婚をもとに『肥る』『風呂敷』『妻たち』『おかしな結婚』などを執筆。私小説、随筆風の作品が多い。ロシアの児童文学、民話などの翻訳もある。戦中は東京で一人暮らしをし、吉屋信子や池田小菊らと親交する一方、両手を重症の水虫に冒され、リウマチに悩まされるなど不調も抱えた。
1962年「さくらの花」で芸術選奨文部大臣賞および女流文学賞。1968年、『一期一会』で読売文学賞。同年、日本芸術院賞、1969年芸術院会員。1971年に護国寺裏の直居アパートに転居、同所には広津和郎の仕事場があり、広津の娘で、網野の没後のその生涯を著した広津桃子と親しくなる。
1978年5月15日、東京都渋谷区千駄ヶ谷の東京勤労者医療会代々木病院において、腎不全のため78歳で死去。墓所は青山霊園。網野菊旧居跡（1942年から空襲で焼けるまで居住）として千代田区四番町図書館（四番町1番地）に記念プレートが設置されている。

## 著作
- 『秋』国文堂書店 1921年

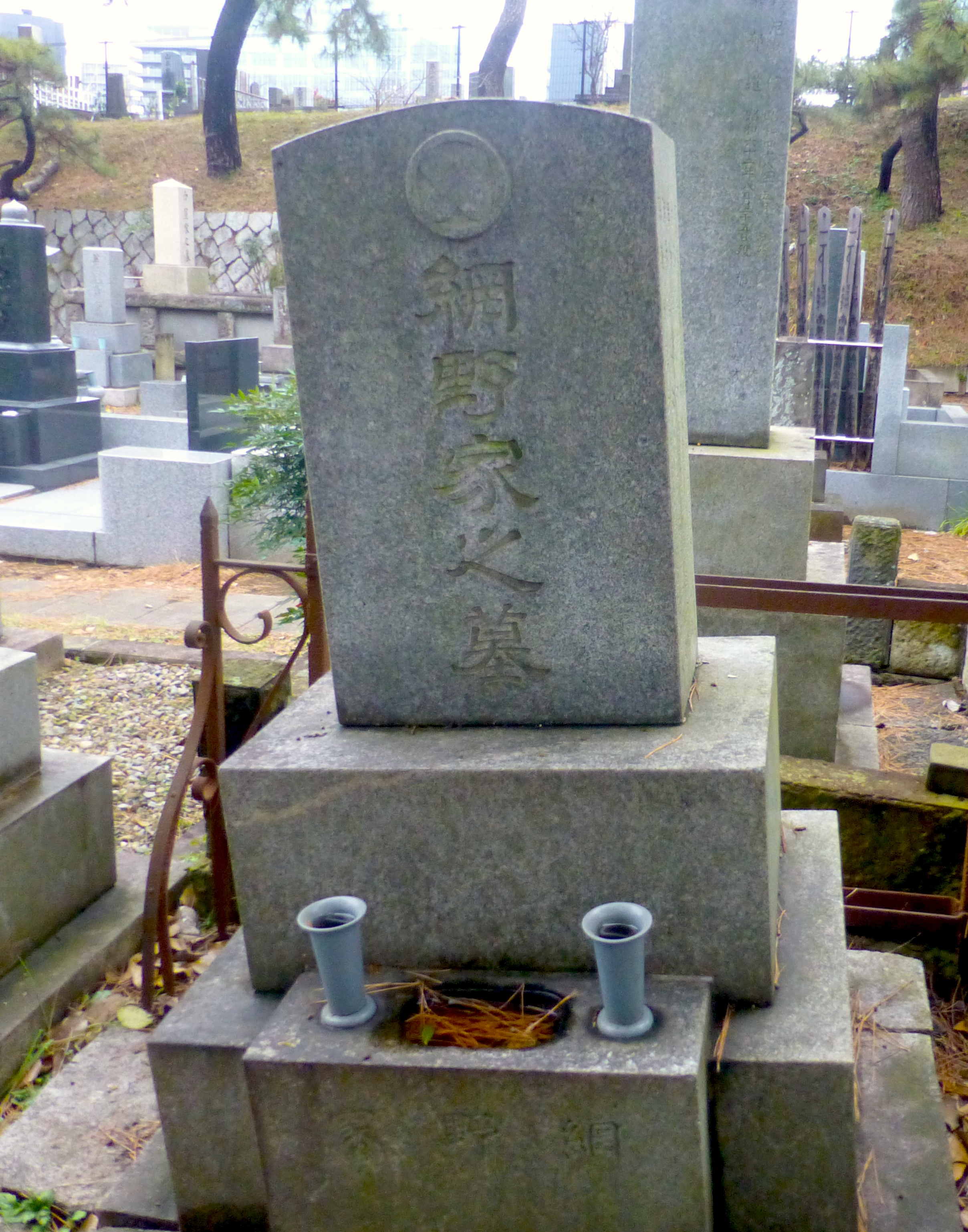
墓

- 『光子』新潮社 1926年 - 継母の死を題材にしたもの
- 『汽車の中で』春陽堂 1940年
- 『若い日』全国書房「女流作家叢書」1942年
他は、池田小菊、壺井栄、中里恒子、佐多稲子、真杉静枝
- 『妻たち』東晃社 1943年 - 奉天での結婚生活について
- 『雪の山』昭南書房 1943年
- 『海辺』三島書房 1947年
- 『街の子供』東京出版 1947年
- 『花束』雄鶏社 1948年
- 『幸福ということ』竜南書房 1958年
- 『さくらの花』新潮社 1961年 - 腹違いの妹との確執を題材にした
- 『随筆 冬の花』三月書房 1962年
- 『ゆれる葦』講談社 1964年／講談社文芸文庫 1994年
- 『一期一会』講談社 1967年 - 引退後入水自殺した八代目市川團蔵を偲び題材にした
- 『白文鳥』土筆社 1967年
- 『遠山の雪』皆美社 1971年
- 『心の歳月』新潮社 1972年
- 『雪晴れ 志賀直哉先生の思い出』皆美社 1973年
- 『陽のさす部屋』講談社 1975年 - 短編集でほかに下記を収録
入れ歯・自分の家・抱き人形・ばあばいや・新茶・巣立つ・幸せな晩年
夏期寮・ひとの恋文・見学旅行・海・清香・猫・菩提樹の葉
- 『時々の花』木耳社 1978年 - 随筆集
- 『一期一会・さくらの花』講談社文芸文庫 1993年 - 新編全8作

作品集
- 『網野菊全集』全3巻組 講談社 1969年 - 第3巻に12名による作家・作品論
- 『おん身は花の姿にて 網野菊アンソロジー』山下多恵子編 未知谷 2011年
- 『日本の文学44　野上弥生子　網野菊』中央公論社 1965年
- 『現代日本文学大系48 瀧井孝作　網野菊　藤枝静男集』筑摩書房 1972年
- 『筑摩現代文学大系 40 網野菊・壷井栄・幸田文集』 筑摩書房 1978年
- 『網野菊・芝木好子・中里恒子　女性作家シリーズ5』角川書店 1999年

### 翻訳
- エリザベス・クレグホーン・ギャスケル『シャーロット・ブロンテ伝』実業之日本社（伝記文学選集） 1942年
- 『ロシヤ小説選』中学生全集：筑摩書房 1950年、新版1962年 - 作品8編の再話
- ウィリアム・ハドソン『夢を追う子』岩波少年文庫 1951年、復刊1992年
- ヴィタリー・ビアンキ『小ネズミのピーク』岩波少年文庫 1954年、復刊1992年
- 『火の鳥』小学生全集：筑摩書房 1955年、新版1963年 - 民話、絵ワルワーラ・ブブノワ
- ピョートル・パーヴロウィチ・エルショーフ『せむしの小馬』岩波少年文庫 1957年、改版1986年
- サムエル・マルシャーク『十二月物語』講談社 1962年

## 関連文献
- 三國一朗『三國一朗の人物誌』「網野菊」（毎日新聞社、1982年）
- 広津桃子『石蕗の花 網野菊さんと私』（講談社 1981年、講談社文芸文庫 1994年）